# 相羽千州子
相羽 千州子（あいば ちずこ）は、日本の言語学者（内容言語統合型学習・早期英語教育・英語教授法・第二言語習得）。学位は博士（人文学）（清泉女子大学・2017年）。静岡県立大学言語コミュニケーション研究センター特任講師。
東京電機大学情報環境学部講師などを歴任した。

## 概要
内容言語統合型学習、早期英語教育、英語教授法、第二言語習得などを専攻する言語学者である。日本の児童や学生に対する内容言語統合型学習の授業についての研究などで知られている。東京電機大学、静岡県立大学、など、さまざまな教育・研究機関で教鞭を執った。

## 来歴

### 生い立ち
アメリカ合衆国のバージニア州に所在するリンチバーグ大学に入学し、英語専攻にて学んだ。1979年（昭和54年）5月にリンチバーグ大学を卒業した。
その後、日本において語学教師となり、多くの教育・研究機関にて掛け持ちで教鞭を執った。1982年（昭和57年）4月から1992年（平成4年）3月まで、および、1993年（平成5年）11月から2016年（平成28年）3月まで、東京YMCAにて講師を非常勤で務めた。また、1982年（昭和57年）4月から1992年（平成4年）3月まで、および、1994年（平成6年）4月から2003年（平成15年）7月まで、佐野学園が設置・運営する神田外語学院にて講師を非常勤で務めた。

### 言語学者として
1998年（平成10年）4月から2001年（平成13年）3月にかけて、学校法人としての産能大学により設置・運営される産能短期大学にて講師を非常勤で務めた。また、2001年（平成13年）4月から2003年（平成15年）8月にかけて、同名の学校法人により設置・運営される東京電機大学の情報環境学部にて講師を非常勤で務めた。それと並行して、アメリカ合衆国のニューヨーク州に所在するコロンビア大学の教育大学院に進学しており、教育学の中でも英語教授法について学んでいた。2003年（平成15年）2月、コロンビア大学の修士課程を修了した。
2003年（平成15年）9月、東京電機大学にて情報環境学部のインストラクターとなり、2005年（平成17年）3月まで務めた。同年4月、東京電機大学の情報環境学部にて講師を嘱託で務めることになった。2010年（平成22年）3月まで講師を嘱託で務めていたが、同年4月からは講師を常勤で務めることになった。その傍ら、他の教育・研究機関の役職も兼任していた。2016年（平成28年）4月から2020年（令和2年）3月にかけて、目白学園が設置・運営する目白大学の外国語学部にて講師を非常勤で兼任した。外国語学部においては、主として英米語学科の講義を担当した。さらに加えて、2016年（平成28年）4月から目白大学の大学院においても、言語文化研究科の講師を非常勤で兼任した。また、それと並行して、清泉女子大学の大学院に進学しており、人文科学研究科にて学んでいた。大学院生として在学中に「日本の公立小学校英語教育におけるCLIL指導導入の可能性に関する研究」と題した博士論文を執筆した。2017年（平成29年）3月、清泉女子大学の大学院における博士課程を修了した。それに伴い、同年3月15日付で博士（人文学）の学位を取得した。
2020年（令和2年）3月、東京電機大学の講師を退任した。同年4月1日、県と同名の公立大学法人により設置・運営される静岡県立大学に転じ、言語コミュニケーション研究センターの特任講師に就任した。

## 研究
専門は言語学であり、特に内容言語統合型学習、早期英語教育、英語教授法、第二言語習得、などの分野についての研究に従事していた。具体的には、日本の小学生、大学生、大学院生を対象とした内容言語統合型学習の授業について、その指導法に関する研究や使用する教材の開発に取り組んでいた。そのほか、工学系の大学生を対象に、その学習スタイルについても研究していた。

## 略歴
- 1979年 - リンチバーグ大学卒業[4]。
- 1982年 - 東京YMCA講師[3]。
- 1982年 - 神田外語学院講師[3]。
- 1993年 - 東京YMCA講師[3]。
- 1994年 - 神田外語学院講師[3]。
- 1998年 - 産能短期大学講師[3]。
- 2001年 - 東京電機大学情報環境学部講師[3]。
- 2003年 - コロンビア大学教育大学院修士課程修了[4]。
- 2003年 - 東京電機大学情報環境学部インストラクター[3]。
- 2005年 - 東京電機大学情報環境学部講師[3]。
- 2016年 - 目白大学外国語学部講師[3]。
- 2016年 - 目白大学大学院言語文化研究科講師[3]。
- 2017年 - 清泉女子大学大学院人文科学研究科博士課程修了[4]。
- 2020年 - 静岡県立大学言語コミュニケーション研究センター特任講師[7]。

## 著作

### 共著
- Machiko Fujiwara, Brian Byrd and Chizuko Aiba, My English Land, Eduport, 2010.
- Machiko Fujiwara, Brian Byrd and Chizuko Aiba, 26 Fun Songs -- To Sing, Act, Talk, and Read, Eduport, 2011.
- 相羽千州子ほか著『子どもに教える先生のための英語』成美堂出版、2016年。ISBN 9784791947973

### 註釈
1. ↑  Lynchburg Collegeは、2018年にUniversity of Lynchburgに改組された。
2. ↑  学校法人産能大学は、2000年に学校法人産業能率大学に改組された。
3. ↑  産能短期大学は、2006年に自由が丘産能短期大学に改組された。